# Războiul Mexicano-American
Războiul mexicano–american a fost un conflict armat între Statele Unite și Mexic, ce a avut loc între 1846 și 1848 în urma anexării în 1845 de către Statele Unite a Texasului. Mexic a revendicat Texasul ca provincie mexicană separatistă și a refuzat să recunoască secesiunea acesteia și dobândirea independenței pe cale militară de către Texas în 1836.
În SUA, conflictul este denumit adesea Mexican War (Războiul mexican) și rareori U.S.–Mexican War (Războiul americano-mexican). În Mexic, el este denumit Intervención Norteamericana en México (Intervenția nord-americană în Mexic), Invasión Estadounidense de México (Invazia americană a mexicului), și Guerra del 47 (Războiul din '47).
Cea mai importantă consecință a războiului pentru Statele Unite au reprezentat-o termenii capitulării Mexicului în conformitate cu Tratatul de la Guadalupe Hidalgo, prin care teritoriile mexicane Alta California și Santa Fé de Nuevo México au fost cedate Statelor Unite. În Mexic, pierderile teritoriale enorme rezultate în urma războiului au încurajat guvernul să pună în aplicare politici de colonizare a restului teritoriului nordic ca zid de protecție împotriva altor pierderi ulterioare. În plus, Rio Grande a devenit graniță între Texas și Mexic, iar Mexicul nu a mai revendicat niciodată Texasul.

## Note

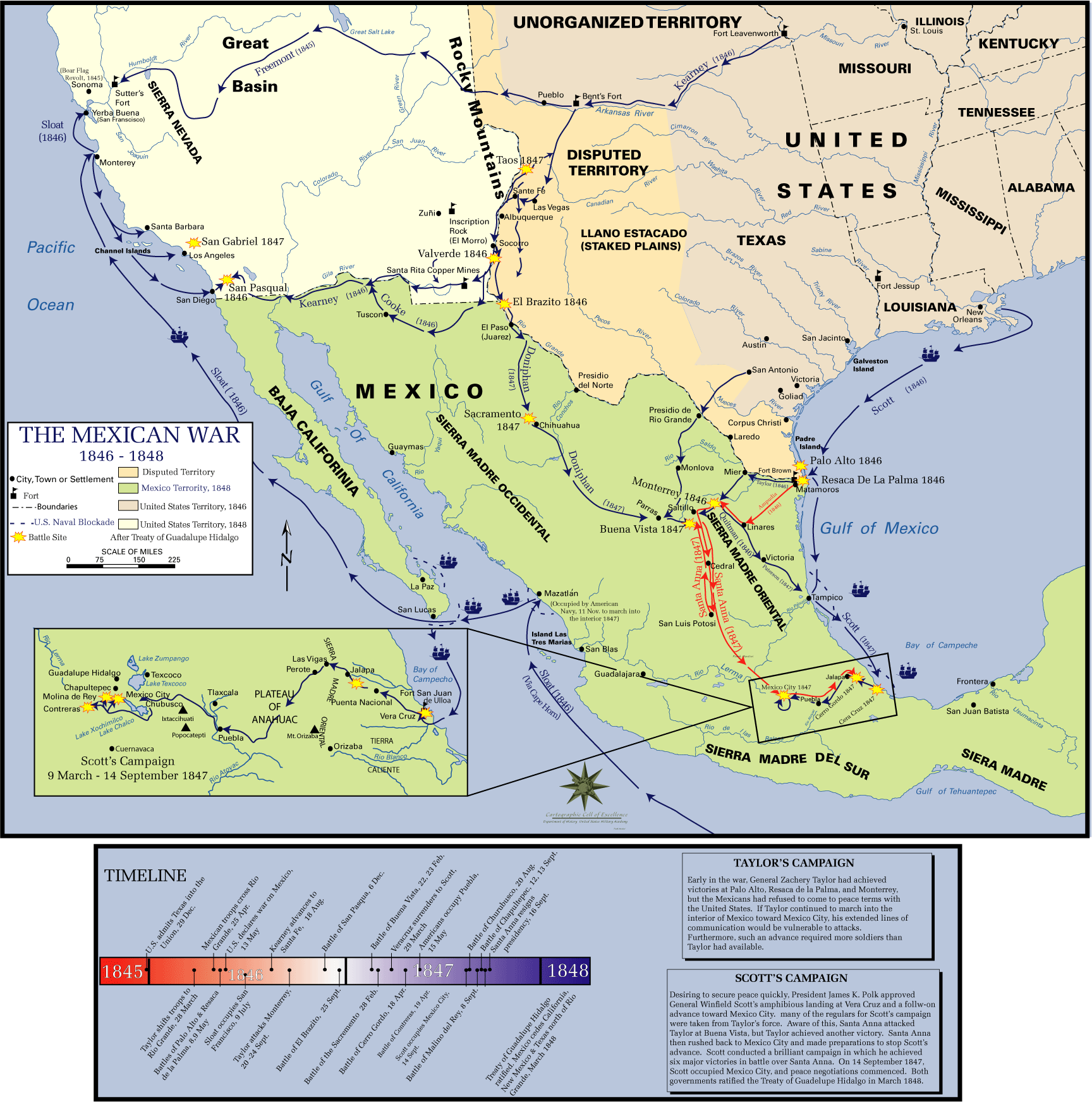
Hartă ce prezintă desfășurarea războiului mexicano-american